# Jozef Tomko
Jozef Tomko, né le 11 mars 1924 à Udavské (Tchécoslovaquie) et mort le 8 août 2022 à Rome (Italie), est un cardinal tchécoslovaque puis slovaque de la Curie romaine, président émérite du Comité pontifical pour les congrès eucharistiques internationaux.

## Biographie

### Prêtre
Après avoir commencé ses études en Tchécoslovaquie, Jozef Tomko poursuit ses études à Rome à l'université pontificale du Latran et à l'Université pontificale grégorienne. Il obtient des doctorats en théologie, en droit canon et en sciences sociales.
Alors que la persécution contre la religion par la dictature communiste a commencé dans son pays, il est ordonné prêtre le 12 mars 1949 pour le diocèse de Rome.
Il se consacre alors à l'enseignement et visite les communautés slovaques réfugiées aux États-Unis, au Canada et en Europe occidentale.
Dès 1962, il est appelé à travailler pour la Curie romaine au sein de la Congrégation pour la doctrine de la foi.

### Évêque
Nommé Secrétaire général du synode des évêques le 12 juillet 1979, Jozef Tomko est consacré archevêque le 15 septembre suivant par le pape Jean-Paul II en personne.
Il est ensuite nommé pro-préfet le 24 avril 1985, puis préfet le 27 mai suivant de la Congrégation pour l'évangélisation des peuples. Enfin, il assume la charge de président du Comité pontifical pour les congrès eucharistiques internationaux du 23 octobre 2001 au 1er octobre 2007 où il se retire à 83 ans.

### Cardinal
Jozef Tomko est créé cardinal par le pape Jean-Paul II lors du consistoire du 25 mai 1985 avec le titre de cardinal-diacre de Gesù Buon Pastore alla Montagnola.
Le 29 juin 1996, il est élevé au titre de cardinal-prêtre de S. Sabina.
Il perd sa qualité d'électeur le jour de ses 80 ans le 11 mars 2004, ce qui l'empêche de prendre part aux votes des conclaves de 2005 (élection de Benoît XVI) et de 2013 (élection de François).
Le 24 avril 2012, il est nommé collaborateur de la commission mise en place par le pape Benoît XVI pour enquêter sur la fuite d'informations et de documents confidentiels du Vatican avec les cardinaux Julián Herranz Casado et Salvatore De Giorgi. 
À la mort du cardinal Albert Vanhoye, le 29 juillet 2021, il devient le membre le plus âgé du collège cardinalice.
Après avoir été hospitalisé à l'hôpital Gemelli le 25 juin 2022 en raison d'une blessure à la vertèbre cervicale, et après avoir obtenu son congé le 6 août suivant, il meurt dans son appartement à Rome le 8 août 2022 à l'âge de 98 ans. Alexandre do Nascimento lui succède comme cardinal le plus âgé.
Le 11 août 2022, les funérailles sont célébrées à la basilique Saint-Pierre par le cardinal doyen, Giovanni Battista Re, suivies du rite de l'ultima Commendatio et de la Valedictio (dernière recommandation à Dieu) présidé par le pape François. Le corps du cardinal Jozef Tomko est transféré, avec un avion spécial offert par le gouvernement slovaque, à Bratislava, pour être inhumé le 16 août 2022 dans la cathédrale Sainte-Élisabeth de Košice.